# Pongaí (kommun)
Pongaí är en kommun i Brasilien.   Den ligger i delstaten São Paulo, i den södra delen av landet, 700 km söder om huvudstaden Brasília. Antalet invånare är 3 479.
Följande samhällen finns i Pongaí:
- Pongaí

Trakten runt Pongaí består i huvudsak av gräsmarker. Runt Pongaí är det ganska glesbefolkat, med 21 invånare per kvadratkilometer.